# Звягинское сельское поселение
Звягинское сельское поселение — упразднённое муниципальное образование в Хвойнинском муниципальном районе Новгородской области России.
Административный центр — деревня Звягино, расположена к юго-востоку от Хвойной.
В марте 2020 года упразднено в связи с преобразованием муниципального района в муниципальный округ. Оно соответствует административно-территориальной единице Звягинское поселение Хвойнинского района.

## География
Территория поселения расположена на северо-востоке Новгородской области, на юго-востоке района у административной границы с Вологодской областью и у административной границы Хвойнинского района с Пестовским и Мошенским районами. На территории муниципального образования находится Старское озеро, протекают реки Левочка, Муравьиха.

## Население
| 2010 | 2012 | 2013 | 2014 | 2015 | 2016 | 2017 |
| ---- | ---- | ---- | ---- | ---- | ---- | ---- |
| 383  | ↘372 | ↘364 | ↗374 | ↘357 | →357 | ↘343 |

## История
Звягинское сельское поселение было образовано законом Новгородской области от 17 января 2005 года № 396-ОЗ, Звягинское поселение — законом Новгородской области от 11 ноября 2005 года № 559-ОЗ.

## Населённые пункты
В состав поселения входят 14 населённых пунктов.
| №  | Населённый пункт | Тип населённого пункта  | Население |
| -- | ---------------- | ----------------------- | --------- |
| 1  | Баслово          | деревня                 | ↘23       |
| 2  | Бугры            | деревня                 | ↘10       |
| 3  | Бугры            | железнодорожная станция | ↗139      |
| 4  | Звягино          | деревня                 | →40       |
| 5  | Ильино           | деревня                 | ↘9        |
| 6  | Красная Горка    | деревня                 | →0        |
| 7  | Никитино         | деревня                 | ↘113      |
| 8  | Новинка          | деревня                 | →1        |
| 9  | Пальцево         | деревня                 | ↘1        |
| 10 | Прокшино         | деревня                 | ↗30       |
| 11 | Старое           | деревня                 | ↘3        |
| 12 | Тризново         | деревня                 | →1        |
| 13 | Чудское          | деревня                 | →0        |
| 14 | Яковлево         | деревня                 | ↗13       |

## Транспорт
По территории поселения проходят пути Октябрьской железной дороги линии Санкт-Петербург — Мга — Кириши — Неболчи — Хвойная — Кабожа — Пестово — Сонково — Москва (Москва-Савёл.)